# Nissan Primera
Nissan Primera (яп. 日産・プリメーラ Пуримэ:ра) — семейство автомобилей среднего класса. Выпускалось в Японии и Великобритании с 1990 по 2007 год.

## Первое поколение (P10)
В 1990 году, в Европе, модель Bluebird была заменена на новую, которая называлась Nissan Primera. Сборка была налажена на заводе в Великобритании, где до этого собиралась предыдущая модель Bluebird. Автомобиль оснащался преимущественно передним приводом. На выбор были доступны 5-ступенчатая механическая и 4-ступенчатая автоматическая коробки передач. На заводе в Сандерленде также был налажен выпуск версии 4×4 с постоянным полным приводом ATTESA и механической 5-ступенчатой КПП. Полноприводные автомобили с левым рулём выпущены ограниченным тиражом в 1000 экземпляров: 744 седана и 256 хетчбэков.
В линейке двигателей в разные годы были атмосферный дизельный CD20 и 4 бензиновых мотора: 90-сильный GA16DS с электронно-управляемым карбюратором, 102-сильный инжекторный GA16DE, 115-сильный моновпрысковый SR20Di, а также инжекторные SR20De и SR20DE, мощностью 125 и 150 лошадиных сил соответственно. На выбор предлагалось три типа кузова: 4-дверный седан, 5-дверные лифтбэк и универсал. Последний импортировался из Японии (название модели на родине — Avenir) и значительно отличался от европейских моделей, все кузовные панели универсала уникальны. Европейская версия Primera продавалась на разных рынках в модификациях L, LX, SLX, GS, GSX, SE, SRi, ZX, GT.
Автоматической КПП оснащались только 2-литровые мотор модификаций SLX, SGX, SR и SRi. Версия GT (ZX — на рынке Великобритании до 1991 года) со 150-сильным SR20DE и механической КПП отличалась также аэродинамическим обвесом, сиденьями с развитой боковой поддержкой и приборной панелью с тахометром, размеченным до 9000 об/мин, и показометром давления масла (до 1994 года).
После рестайлинга 1994 года все европейские Primera P10 получили ряд отличий. В экстерьере: задние фонари с бело-дымчатыми верхними секциями, решетку радиатора с хромированными вставками, передний и задний бамперы, ранее доступные только для GT. В интерьере: обновлённое рулевое колесо с подушкой безопасности, подушку безопасности пассажира (с 1995 года), чехол кулисы КПП, новые варианты тканей.
В 1995 году представлена версия SRi, которая могла оснащаться салоном от модификации GT в иной цветовой гамме, а также аэродинамическим обвесом и декоративными наклейками SRi на кузове. Покупатели могли самостоятельно формировать комплектацию, опираясь на список всех опций, доступных для Primera P10. Таким образом, машины SRi могут сильно отличаться друг от друга, в отличие от других фиксированных комплектаций. Кроме прочего, для этой версии был доступен уникальный цвет Cobalt Blue, в который не окрашивались другие модели.

Автомобили, выпущенные в Японии, значительно отличались по комплектации от машин из Сандерленда. На заводе в Оппаме собирали седаны и универсалы, лифтбэки импортировались из Великобритании. В Японии не продавались дизельные версии и автомобили с бензиновыми двигателями GA16 — младшая в линейке модель оснащалась 1.8-литровым мотором SR18Di, который позже был заменён инжекторным SR18DE. Наибольшее распространение получили седаны с моторами SR20DE. Полноприводная модификация встречается в Японии чаще — произведено 15 774 экземпляров с правым рулём. Оснащение японской версии Primera богаче: в качестве опций можно было заказать ионизатор воздуха, климат-контроль, автоматически складываемые боковые зеркала, продвинутые головные аудиоустройства, модуль навигации, телефон, задний материалы интерьера разного качества и расцветок.
- Рестайлинговый лифтбек Nissan Primera P10, колпаки от P11
- Седан Nissan Primera P10 eGT с 2-литровым 150-сильным SR20DE
- Кольцевой автомобиль Nissan Primera P10
- Nissan Primera P10 eGT с альтернативной оптикой Morette
- Рестайлинговый лифтбэк Nissan Primera SRi в цвете Cobalt Blue
- Дорестайлинговый лифтбэк Nissan Primera P10
- Седан Nissan Primera HP10 1.8 Ci, выпущенный в Японии

В 1994 году подразделение Autech доработало 400 экземпляров Primera. Двигатель SR20DE получил увеличенную степень сжатия за счёт усовершенствования ГБЦ. Выпускная изготовлена специалистами HKS из нержавеющей стали. Вместе с перенастроенным блоком управления двигателем удалось поднять мощность до 180 лошадиных сил. В механической трансмиссии появился самоблокируемый дифференциал. Внешне версию Autech легко опознать по аэродинамической накладке на передний бампер, высокому спойлеру на крышке багажника, «европеизированной» решётке радиатора без хромированных элементов, 5-лучевым дискам от Avenir Salut. Все автомобили от Autech окрашены в чёрный цвет с заводским кодом KH3. Интерьер украсило уникальное рулевое колесо от Autech, по форме схожее с рулями от Skyline GT-R BNR32.
Суммарно за время производства выпущено более 1 050 614 седанов и лифтбеков, 570 830 их которых — с левым рулём.

## Второе поколение (P11)
Второе поколение появилось в конце 1995 года в Японии осенью 1996 в Европе. Как и прежде в Европе машина предлагалась с бензиновыми двигателями 1.6, 2 литра и 2-литровым дизелем. По-прежнему автомобиль выпускался в трех кузовах. В Японии продавались только седаны с моторами 1.8 и 2 литра. Лифтбэк был доступен только с 2-литровым бензиновым двигателем в сочетании с 4-ступенчатым «автоматом» и начал продаваться в ноябре 1997, а месяцем раньше стартовали продажи универсала под названием Primera Wagon.
На японском рынке Архивная копия от 10 мая 2010 на Wayback Machine также предлагались машины с бесступенчатыми автоматическими трансмиссиями (клиноремёнными вариаторами) CVT и Hyper CVT-M6. Последняя имела возможность ручного управления фиксированными передаточными числами трансмиссии (виртуальными передачами) и устанавливалась совместно с 2-литровым мотором SR20VE, имеющим изменяемые фазы газораспределения (Neo VVL) мощностью 190 л.с. Такая комбинация вариатора и мощного 2-литрового двигателя была использована впервые в мировой практике. В дальнейшем, автомобили Ниссан стали всё чаще оснащаться вариаторами, которые в настоящее время (2010 г.) практически полностью вытеснили обычные «автоматы».
Как и для модели первого поколения существовали комплектации с полным приводом.
В США Primera продавалась под именем Infiniti G20. У неё были другие решётка радиатора и задние фонари, которые были заимствованы у японской версии Primera Camino, а также более богатое внутреннее оснащение, включающее кожаные сидения с подогревом, подогрев зеркал, круиз-контроль, хрустальные фары и многое другое.
В Новой Зеландии была выпущена ограниченная партия машины версии SMX. Она имела пружины фирмы Eibach и более агрессивный кузов. Было выпущено 24 машины в 4 цветовых исполнениях.
В 1998 году команда RML выиграла на Nissan Primera британский чемпионат в классе туринг (BTCC). А в 1999 уже заводская команда победила в кубке конструкторов. Гонщики Laurent Aïello и David Leslie заняли 1-е и 2-е места.
Чтобы отпраздновать две победы в Соединенном Королевстве была выпущена специальная серия GTSE из 400 машин. Автомобили были обуты в 16" литые диски AZEV, имели кожаные кресла, руль и ручку КПП Momo. Также в рамках празднования была выпущена версия GTLE с 16" литыми дисками Enkei, кожаным салоном и ручкой КПП Momo.

### Nissan Primera P11-144
Осенью 1999 года был произведен рестайлинг модели P11. Автомобиль получил дизайн передней части, напоминающий кошачью морду. Кузовные детали стали более обтекаемыми, салон получил большую цветовую гамму и отделку более высокого качества. Кодовое имя модели P11-144.
Помимо изменений внешности автомобиля в списке опций появился климат-контроль, линзованные ксеноновые фары с омывателями, оригинальные литые 15" диски. Ограниченным выпуском стала серия с кузовом седан, оснащенная стеклоочистителем заднего ветрового стекла. В Европе появился 1,8-литровый мотор, а для двухлитровых машин начали предлагать вариатор (на японском рынке вариатор стал доступен ещё в 1997 году).

### Безопасность
| Euro NCAP                                                     | Euro NCAP | Euro NCAP | Euro NCAP |
| ------------------------------------------------------------- | --------- | --------- | --------- |
| Рейтинги                                                      | Пассажир  |           | 19        |
| Рейтинги                                                      | Пешеход   |           | 10        |
| Протестированная модель: Nissan Primera 1.6 GX (5 дв.) (1997) |           |           |           |

## Третье поколение (P12)
Модель третьего поколения впервые была представлена в январе 2001 года для японского рынка. Презентация серийного автомобиля для Европы состоялась в сентябре 2001 года на Франкфуртском автосалоне. Продажи новой модели в Европе и России начались в марте 2002 года. Первыми были выпущены автомобили в кузовах седан и универсал, а через несколько месяцев к ним присоединился пятидверный лифтбек. В августе 2004 года модель прошла небольшой рестайлинг, который касался исключительно интерьера и подвески. Цена обновлённой модели составляла от 17 990 до 24 080 евро. Преемника у модели так и не появилось, а с 2006 года производство в Сандерленде постепенно свернулось. К началу 2007 года модель исчезла из прайс-листов официальных дилеров.
- Седан
- Лифтбек
- Универсал